# 雄図グループ
雄図グループ（ゆうとグループ）は、かつて存在した主にゲームの制作・販売を手掛ける企業集団。

## グループ企業一覧
- インターレックスコア株式会社

2004年のグループ再編までの間、グループの中心企業として統括したが、2005年にグループ離脱。
雄図グループのオーナー兼経営者だった佐藤健次が会長を勤めていた。ゲーム開発ツールや音声認識エンジン等を販売。当時はグループ企業の株式、役員、代表取締役等など異なるものの実態は佐藤が統括管理し、またゲームの製作の総指揮も執っていた。
2009年5月インターレックス株式会社から現在の社名に変更。インターレックス株式会社の名称は、子会社のインターレックス販売株式会社が継承。
- 株式会社パンサーソフトウェア

コンシューマーゲームソフトの制作・販売。現在は株式会社コンテンツトラフィック傘下。
- KNSエンタテインメント

音楽ソフトの制作（レコード会社）。現在は活動を事実上停止している。
- 株式会社ウェブレックス　2005年閉鎖

インターネット上でゲーム情報サイトやストリーミングによるゲームを提供していた。BB5.jpも参照。
- 株式会社デジクロニクル　2005年事業統合後、M&Aされた。

ゲーム業界紙やソフ倫の会報誌などを発行していた。
- 株式会社ディーオー
- 株式会社ジックスチャリート
- 株式会社シーディーブロス

プレイステーションやPCゲームソフトの制作・販売。
インターレックスのグループ離脱後はシーディーブロスが中心となりグループを運営していたが、3社とも「ゲームどきっ!」を運営する株式会社ビー・ビー・Xと合併し、株式会社コンテンツトラフィックのブランドとして運営されている。